# Ștei
Ștei (în maghiară Stej; cunoscut ca Dr. Petru Groza între 1958 și 1996) este un oraș în județul Bihor, Crișana, România.

## Geografie
Pe malul drept al Crișului Negru este situat orașul Ștei care este străbătut de DN-76 ce leagă municipiile Oradea și Deva, și de E79. Coordonatele geografice ale localității sunt: 46°32' latitudine nordică, 22°29' longitudine estică. Altitudinea medie față de nivelul mării este de 285 m. Șteiul este legat de capitala județului Bihor, Oradea și de linia ferată numărul 316, la distanță de 80 km de acest municipiu
Orașul se află la circa 10 km de orașul Vașcău și Nucet și la 20 km de municipiul Beiuș în sud-estul județului. Se întinde pe o suprafață de 657 de hectare.

### Climă
Media și temperaturile extreme: 9-10 °C, -21,3 °C, +41,2 °C. Precipitații lunare: 750-850 l/mp/an

## Istoric
Orașul Ștei a luat naștere în perioada anilor 1950. A fost ridicat în proximitatea satului cu același nume, între anii 1952-1956. În întregul său, orașul Ștei a fost proiectat chiar la Moscova, de un arhitect rus. De aceea, străzile au o formă unică în România, sunt paralele și deosebit de lungi.
Printr-un decret din ianuarie 1956, satul Ștei devine oraș. Doi ani mai târziu, în 1958, guvernul Gheorghe Gheorghiu-Dej schimbă numele orașului în „Dr. Petru Groza”, revenind la vechea denumire, Ștei, abia în anul 1996.
Exploatarea intensivă de uraniu din bazinul minier Băița care a dus la prosperitatea orașului, a durat aproximativ 10 ani. În orașul Ștei era concasat (măcinat) minereul de uraniu exploatat în Băița, cantitatea cea mai importantă de minereu provenind din mina "Avram Iancu", după unele surse depășind cantitatea de 300.000 de tone într-o perioadă de 10 ani.
Din anul 2019, orașul Ștei face parte din ruta culturală europeană a orașelor europene cu arhitectură de tip totalitarist, ATRIUM.
În anul 2020, printr-o Hotărâre de Guvern, orașul Ștei a fost declarat Stațiune turistică de interes local. 

## Stemă
Stema orașului Stei, județul Bihor, se compune dintr-un scut triunghiular cu marginile rotunjite, tăiat de un brâu undat, având partea superioară despicată. În primul cartier, în câmp roșu, se află un stejar, având coroana verde și trunchiul de aur. În al doilea cartier, în câmp albastru, se află o fabrică, în culori naturale, un spic de grâu, un sac și un recipient, de aur. În partea inferioară, în câmp albastru, se află un sfert dintr-o roată dințată și două ciocane, de argint. Scutul este trimbrat de o coroană murală de argint cu trei turnuri crenelate.
Semnificațiile elementelor însumate:
- Stejarul semnifica simbolul perenității și bogăția silvică a zonei.
- Fabrica, spicul de grâu, sacul și recipientul reprezintă prezența unei industrii alimentare în plină dezvoltare.
- Cele două ciocane și sfertul de roată dințată simbolizează prezența industriei miniere și a celei constructoare de mașini.
- Brâul undat reprezintă răul Crișul Negru, care străbate zona.
- Coroană murală cu trei turnuri crenelate semnifica faptul că localitatea are rangul de oraș.

## Demografie
Componența etnică a orașului Ștei
     Români (87,87%)
     Maghiari (1,43%)
     Alte etnii (0,22%)
     Necunoscută (10,49%)
Componența confesională a orașului Ștei
     Ortodocși (76,75%)
     Penticostali (6,74%)
     Baptiști (1,28%)
     Romano-catolici (1,17%)
     Greco-catolici (1%)
     Alte religii (2%)
     Necunoscută (11,06%)
Conform recensământului efectuat în 2021, populația orașului Ștei se ridică la 5.398 de locuitori, în scădere față de recensământul anterior din 2011, când fuseseră înregistrați 6.529 de locuitori. Majoritatea locuitorilor sunt români (87,87%), cu o minoritate de maghiari (1,43%), iar pentru 10,49% nu se cunoaște apartenența etnică. Din punct de vedere confesional, majoritatea locuitorilor sunt ortodocși (76,75%), cu minorități de penticostali (6,74%), baptiști (1,28%), romano-catolici (1,17%) și greco-catolici (1%), iar pentru 11,06% nu se cunoaște apartenența confesională.
|  | Graficele sunt indisponibile din cauza unor probleme tehnice. Mai multe informații se găsesc la Phabricator și la wiki-ul MediaWiki. |

Date: Recensăminte sau birourile de statistică - grafică realizată de Wikipedia

## Politică și administrație
Orașul Ștei este administrat de un primar și un consiliu local compus din 15 consilieri. Primarul, Gheorghe-Iulian Balaj[*], de la Partidul Național Liberal, este în funcție din 2012. Începând cu alegerile locale din 2024, consiliul local are următoarea componență pe partide politice:
|  | Partid                          | Consilieri | Componența Consiliului | Componența Consiliului | Componența Consiliului | Componența Consiliului | Componența Consiliului | Componența Consiliului | Componența Consiliului | Componența Consiliului | Componența Consiliului |
|  | ------------------------------- | ---------- | ---------------------- | ---------------------- | ---------------------- | ---------------------- | ---------------------- | ---------------------- | ---------------------- | ---------------------- | ---------------------- |
|  | Partidul Național Liberal       | 9          |                        |                        |                        |                        |                        |                        |                        |                        |                        |
|  | Partidul Social Democrat        | 4          |                        |                        |                        |                        |                        |                        |                        |                        |                        |
|  | Alianța pentru Unirea Românilor | 1          |                        |                        |                        |                        |                        |                        |                        |                        |                        |
|  | Uniunea Salvați România         | 1          |                        |                        |                        |                        |                        |                        |                        |                        |                        |

## Cultură și educație
- Școala cu clasele I-VIII „Miron Pompiliu”;
- Colegiul Național „Avram Iancu” (include și școală postliceală cat si clasele de gimnaziu);
- Liceul Tehnic „Unirea”;
- Gradinita cu Program Prelungit.

## Monumente și obiective turistice
- Biserica ortodoxă cu hramul „Sfânta Treime” din orașul Ștei;
- Casa Memorială „Miron Pompiliu”;
- Centru istoric vechi (construit între anii 1952-1956);
- Punct muzeistic - casă tradițională de tip BW;
- Vechea biserica ortodoxă, situată pe Strada George Enescu;
- Monumentul soldatului necunoscut, situat în apropierea bisericii, pe Strada George Enescu.
- Lacul Orașului Ștei;
- Traseu turistic Ștei - Vârtop;
- Traseul ciclo turistic al bisericilor de lemn din zona Șteiului;
- Punct de informare turistic (situat la parterul primăriei orașului Ștei).

## Sport
- Echipa de fotbal C.S.O. Ștei;
- Echipa de volei C.S.S. „Avram Iancu” Ștei;
- Echipa de tenis C.S. T.C. „Iris” Ștei.

## Orașe înfrățite
- Hajdúdorog Ungaria din anul 1992.

## Personalități
- Marilen-Gabriel Pirtea (n. 1973), economist, profesor universitar, deputat;
- Miron Pompiliu (n. 1848 d. 1897), scriitor și folclorist român;
- Irina Bara (n. 1995), jucătoare profesionista de tenis.

## Vezi și
- Biserica de lemn din Ștei
- Ernest Oberländer-Târnoveanu

## Galerie de imagini

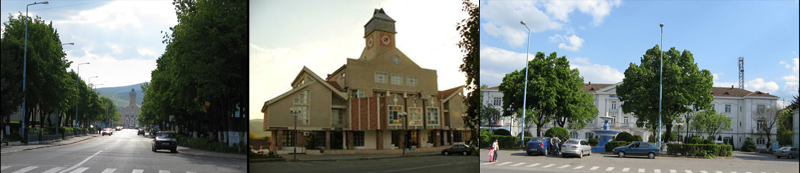
Imagini din centrul orașului Ștei

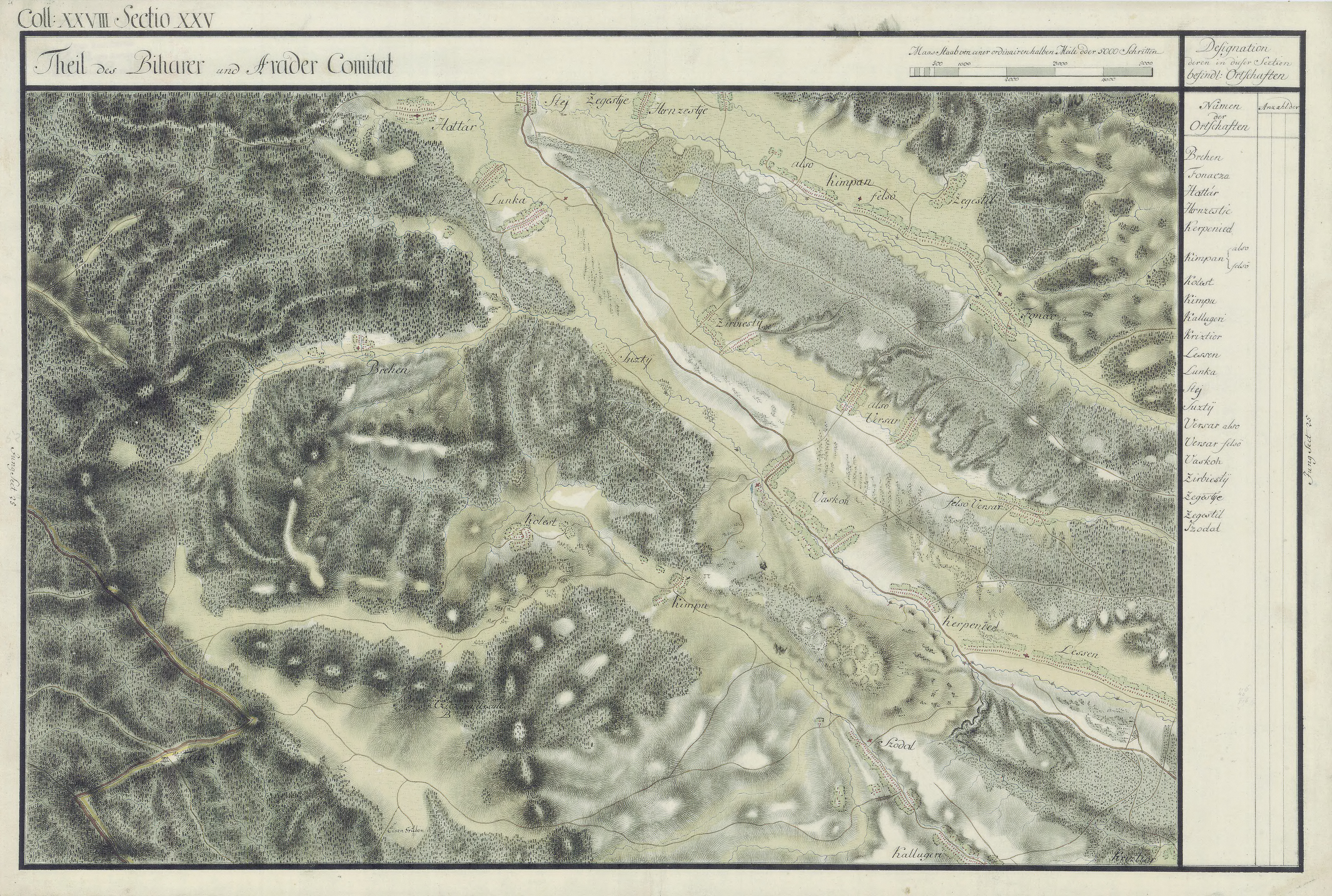
Ștei în Harta Iozefină a Comitatului Bihor, 1782-85
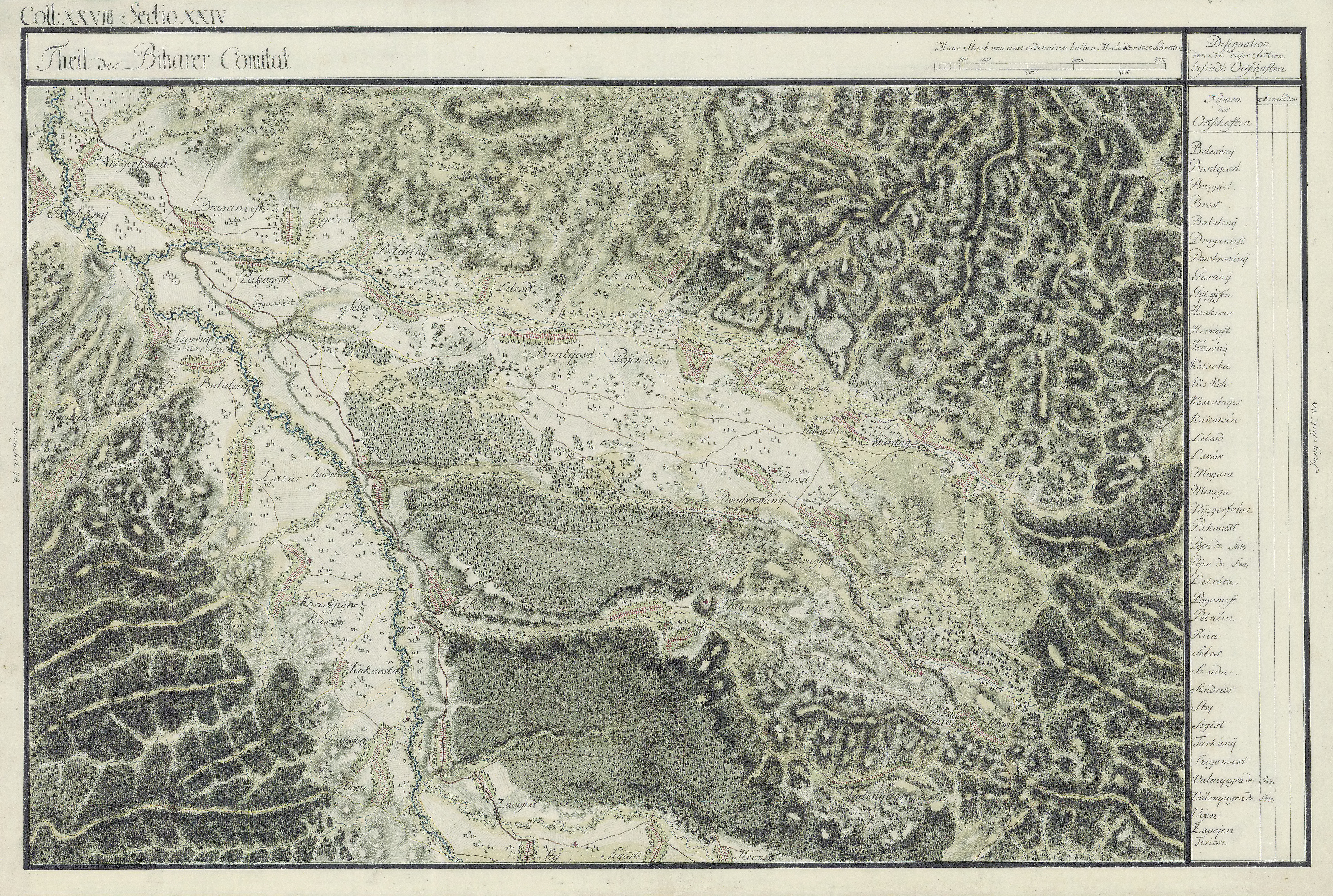
Ștei în Harta Iozefină a Comitatului Bihor, 1782-85
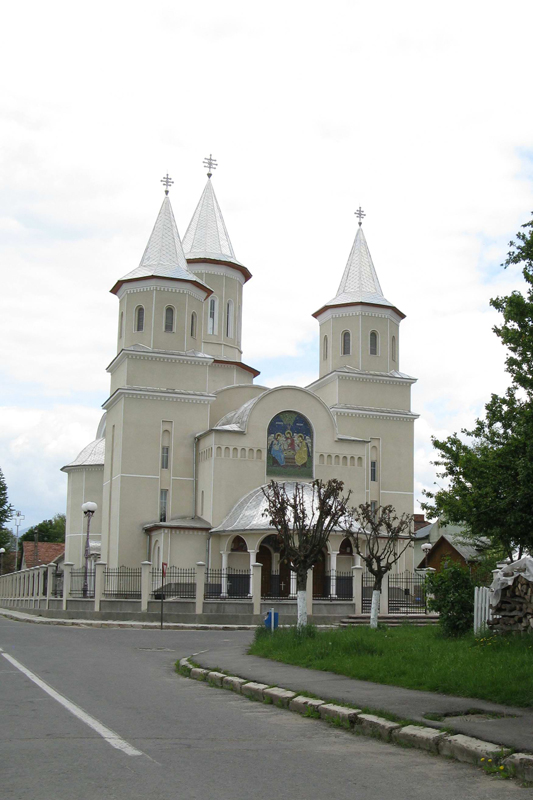
Biserica Ortodoxă Română „Sf. Treime“
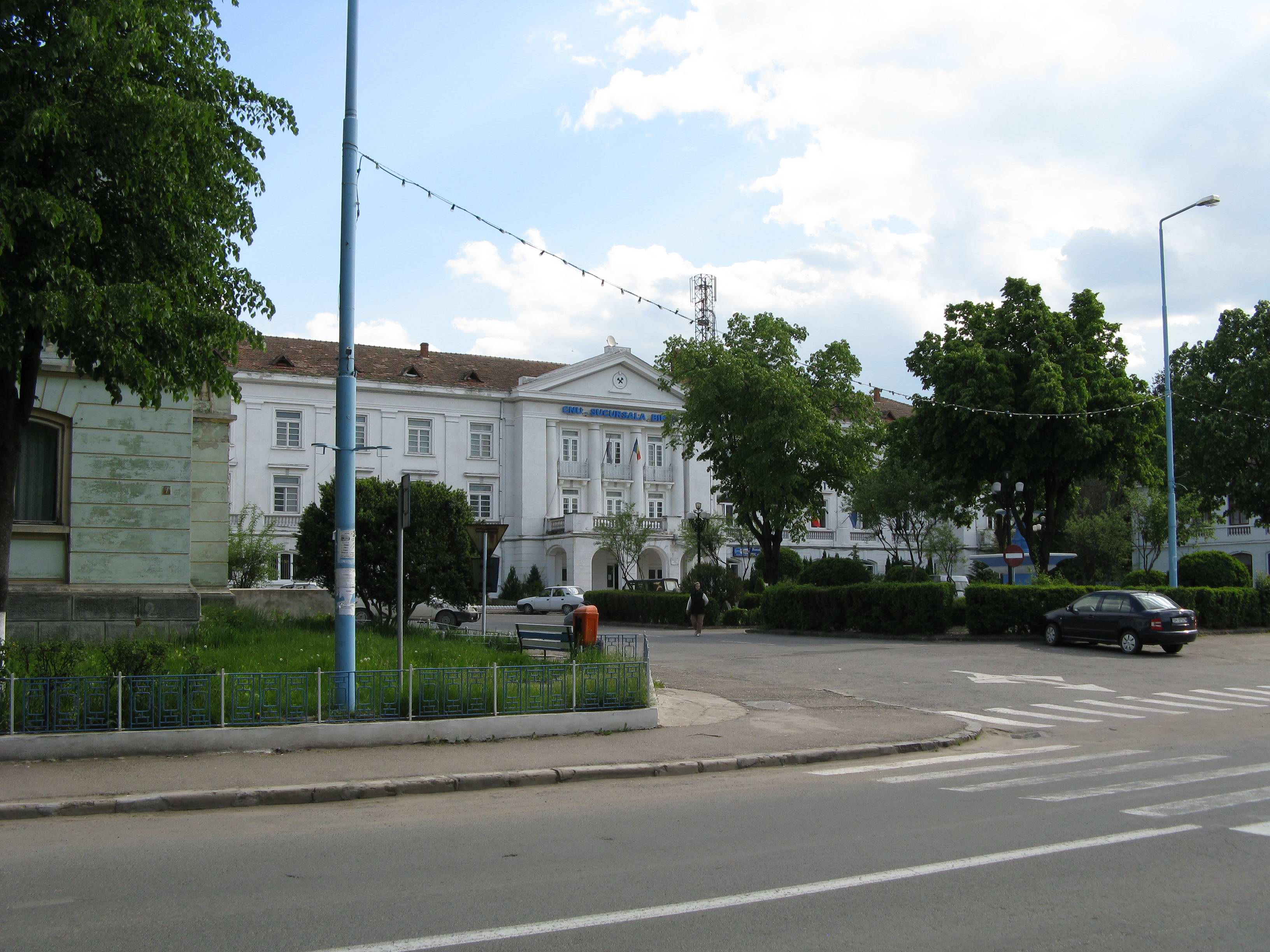
Palatul IMB din Ștei